# Charles Forte

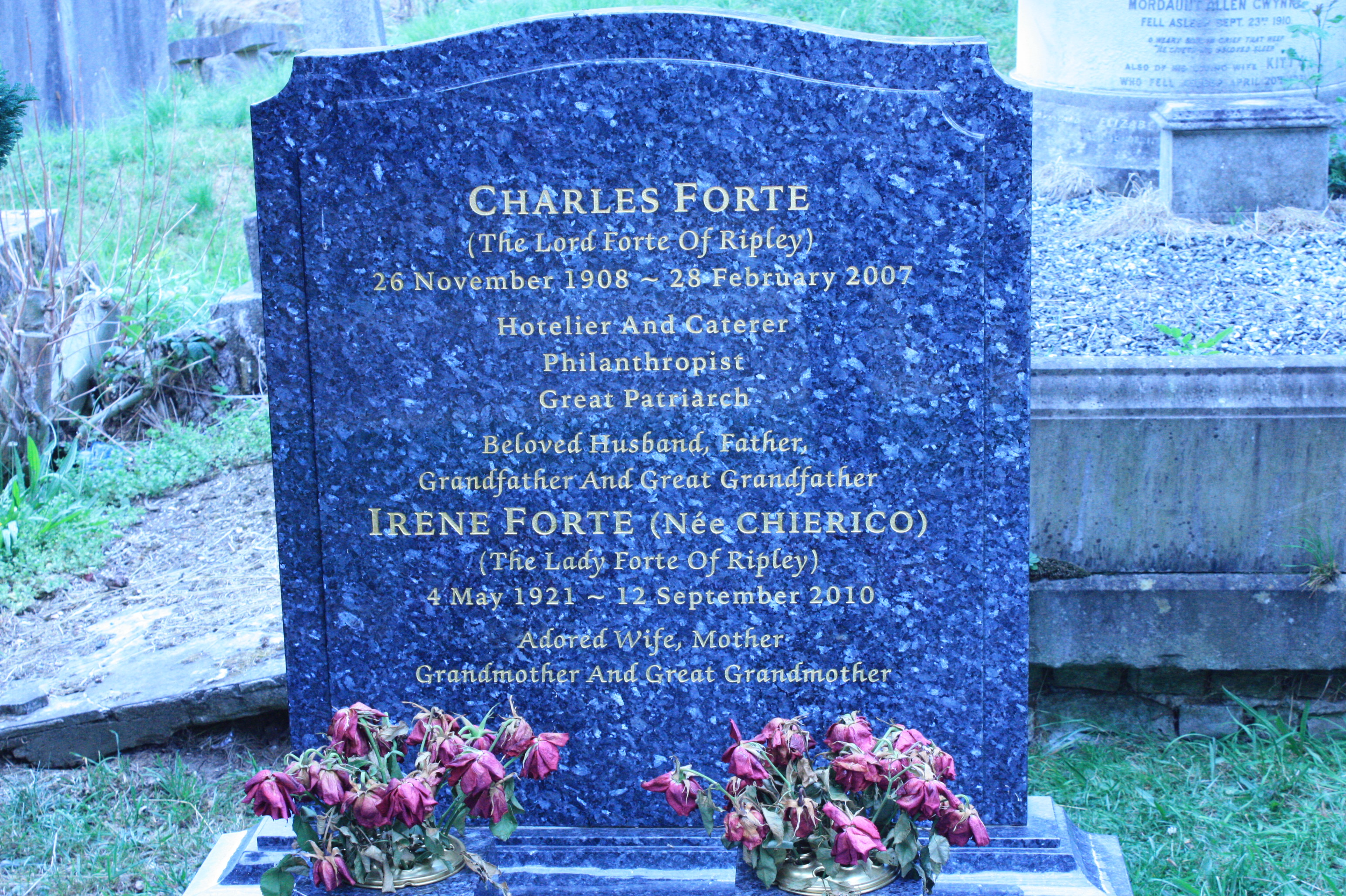

Sir Charles Carmine Forte (Monforte, 26 novembre 1908 – Londra, 28 febbraio 2007) è stato un imprenditore, ristoratore e albergatore italo-britannico e scozzese e fondatore del Forte Group. Nominato Pari d'Inghilterra con il titolo di Barone nel 1981.

## Biografia

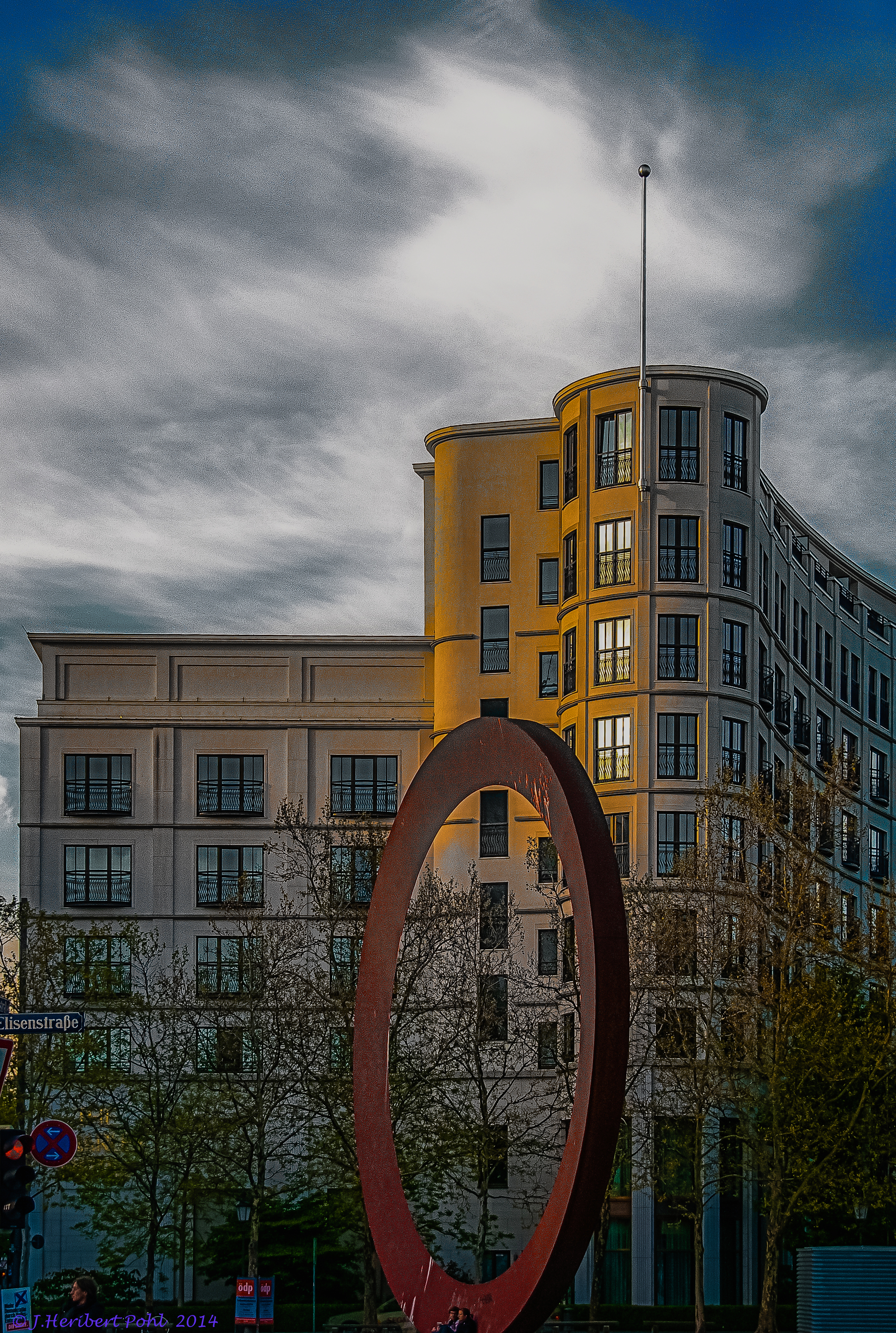

Nacque nella frazione Monforte (all'epoca chiamata Mortale) del comune di Casalattico (nella Valle di Comino, in provincia di Frosinone) nel 1908, figlio maggiore di Rocco Giovanni Forte e della moglie, Maria Luigia, figlia di Michelangelo Antonio Forte. Fin dall'ultimo ventennio del XIX secolo vi fu un flusso migratorio da quell'area verso la Scozia e nel 1911 Rocco Forte decise di raggiungere il fratello e il cugino che avevano un'avviata attività commerciale in Scozia; Rocco aprì il Savoy Cafè ad Alloa, (Clackmannanshire), poco distante da Stirling, il resto della famiglia lo raggiunse nel 1913 e il nome di Carmine venne anglicizzato in Charles.
Fin da giovane dimostrò talento imprenditoriale, riuscendo a creare dal nulla un impero economico di livello mondiale: il Gruppo Forte.
Nel 1981 fu nominato Barone da Margaret Thatcher per conto della Regina d'Inghilterra e fu succeduto alla guida della sua catena imprenditoriale (centrata sull'industria alberghiera) dal figlio Rocco.
Re Umberto II lo aveva già creato Conte (decreto 22 luglio 1974).
Lord Carmine - Charles Forte morì nella sua casa di Londra nel 2007, all'età di 98 anni.

## Successi con il "Gruppo Forte"
Lord Charles Forte riuscì a creare un poderoso gruppo omonimo, che controllava già negli anni ottanta 800 alberghi e 1 200 ristoranti, dando impiego a circa 70 000 persone in tutto il mondo.
Il suo inizio era stato molto umile: una latteria negli anni trenta, ma subito iniziò un'aggressiva catena di espansioni nell'area della ristorazione che negli ultimi anni quaranta lo resero rinomato nell'area di Piccadilly di Londra.
Agli inizi degli anni ottanta Charles Forte investì negli Stati Uniti comperando la catena Travelodge (alberghi/motel per classe borghese medio-alta) e la trapiantò anche nelle isole britanniche con notevole successo.
Il "Gruppo Forte" divenne co-proprietario anche del famoso Hotel Savoy di Londra, tempio dell'aristocrazia inglese.
Nel 1993 Lord Charles Forte trasferì al figlio Rocco il comando del "Gruppo Forte" e si ritirò ottuagenario nelle sue proprietà sparse per il mondo.
Successivamente nel 1995-1996, il gruppo, capitanato dal figlio, subì una scalata ostile alla stessa proprietà da parte del gruppo televisivo "Granada Corporation", a cui il "Gruppo Forte" fu infine ceduto.
Passarono 8 mesi, al termine dei quali Rocco Forte  di mettersi in società nuovamente nel settore alberghiero, fondando con il padre Charles e con una delle sorelle, Olga (interior designer) la Rocco Forte Hotels. 
A distanza di altri 8 mesi dal lancio della nuova società, Rocco Forte riuscì ad acquistare il suo primo hotel ad Edimburgo, "The Balmoral", mentre le successive vendite degli hotels di lusso da parte di Granada Corp videro la società di Rocco Forte in prima linea come acquirente.
Oggi il gruppo Rocco Forte Hotels è il più grande operatore di hotel ultra-lusso in Europa, con 12 proprietà a 5 stelle e piani di espansione in tutto il mondo.